# Борок (Бологовский район)
Борок — деревня в Бологовском районе Тверской области, входит в состав Березорядского сельского поселения.

## География
Деревня находится в северной части Тверской области на расстоянии приблизительно 26 км на восток-северо-восток по прямой от районного центра города Бологое.

## История
Известна с 1495 года. В 1879 году в деревне числилось 27 дворов, в 1909 — 28 домов. В советский период истории здесь действовали колхоз «Путь Ленина» и совхоз «Сеглинский».

## Население
Численность населения: 117 человек (1879 год), 216 (1911), 3 (русские 100 %) в 2002 году, 1 в 2010.